# 石油大学站 (青岛市)
石油大学站，位于中华人民共和国山东省青岛市黄岛区长江西路，中国石油大学（华东）西北方向，是青岛地铁1号线的地铁车站，2021年12月30日投入使用。